# MENA

Jak často jsou země/území zahrnovány do definic MENA/WANA:
Téměř vždy jsou zahrnuty
Někdy zahrnuty
Zřídkakdy zahrnuty

MENA (z anglického „Middle East and North Africa“) je geografická oblast zemí Středního východu a Severní Afriky. Označuje se také jako WANA, SWANA nebo NAWA, přičemž Blízký východ se alternativně označuje jako Západní Asie („West Asia“) nebo Jihozápadní Asie („Southwest Asia“); jedná se o jiný způsob označení této geografické oblasti namísto používání běžnější politické terminologie.
Jako označení regionu se MENA často používá v akademické sféře, při vojenském plánování, pomoci při katastrofách, mediálním plánování (jako označení oblasti vysílání) a v obchodní komunikaci. Kromě toho má tento region řadu společných kulturních, ekonomických a environmentálních rysů napříč zeměmi, které jej tvoří; například některé z nejextrémnějších dopadů změny klimatu se projeví právě v MENA.
Některá označení zahrnují více států než MENA, například MENASA, MENAP nebo Širší Střední východ, které zahrnují i země v oblastech Střední Asie (Kazachstán, Kyrgyzstán, Tádžikistán, Turkmenistán a Uzbekistán) a Jižní Asie (Afghánistán, Maledivy a Pákistán), kde je patrný významný vliv islámu a používá se zde arabské písmo. Označení MENAT pak výslovně zahrnuje Turecko, které bývá z některých definic MENA vyloučeno, přestože je Turecko téměř vždy považováno za součást Blízkého východu.

## Definice

Varianty definic regionu MENA:
Tradiční definice Blízkého východu
Širší Střední východ (dokument vlády Spojených států z roku 2004)
Oblasti, které kolem roku 2004 vědci někdy spojovali s Blízkým východem

Oblast NEMA nemá standardizovanou definici; různé organizace ji definují jako region zahrnující různá území nebo ji jako region nedefinují vůbec.

### Organizace spojených národů

Region MENA podle definice Světové banky (2003).

Regionální skupiny OSN ani geosystém OSN používaný UNSD region MENA neobsahují. Některé agentury a programy OSN sice region MENA definují, ale jejich definice si mohou navzájem odporovat a někdy se vztahují pouze na konkrétní studie nebo zprávy.
- Studie Světové banky z roku 2003 uvádí: „V geografické klasifikaci Světové banky tvoří region Blízkého východu a severní Afriky (MENA) následujících 21 zemí nebo území: šest členů Rady pro spolupráci v Perském zálivu (Bahrajn, Katar, Kuvajt, Omán, Saúdská Arábie a Spojené arabské emiráty [SAE]) a 15 dalších zemí nebo území: Alžírsko, Džibutsko, Egyptská arabská republika, Irák, Íránská islámská republika, Izrael, Jordánsko, Libanon, Libye, Malta, Maroko, Jemenská republika, Syrská arabská republika, Tunisko a Západní břeh Jordánu a Gaza.“[8] K lednu 2021 uvádějí webové stránky Světové banky jako definice MENA stejný soubor 21 zemí/území: „Alžírsko; Bahrajn; Džibutsko; Egypt, Arabská republika; Írán, Islámská republika; Irák; Izrael; Jordánsko; Kuvajt; Libanon; Libye; Malta; Maroko; Omán; Katar; Saúdská Arábie; Syrská arabská republika; Tunisko; Spojené arabské emiráty; Západní břeh Jordánu a Gaza; Jemenská republika“.[9]
- Zpráva Úřadu Vysokého komisaře OSN pro uprchlíky z roku 2010 uvádí: „Pro účely této studie byl region MENA definován jako zahrnující následujících 18 zemí: Alžírsko, Bahrajn, Egypt, Irák, Jordánsko, Kuvajt, Libanon, Libye, Mauretánie, Maroko, Omán, Katar, Okupovaná palestinská území, Saúdská Arábie, Sýrie, Tunisko, Spojené arabské emiráty a Jemen.“[10]
- Zpráva Organizace pro výživu a zemědělství z roku 2015 uvádí: „Mezi 21 zemí MENA patří Alžírsko, Bahrajn, Džibutsko, Egypt, Írán, Izrael, Jordánsko, Katar, Kuvajt, Libanon, Libye, Malta, Maroko, Omán, Palestina, Saúdská Arábie, Sýrie, Tunisko, Spojené arabské emiráty a Jemen“.[11]

Region MENA podle definice UNAIDS, která zahrnuje Súdán a Somálsko, ale nezahrnuje Izrael, Palestinu a Maltu.

- Jak uvádí zpráva UNICEF z roku 2019, regionální klasifikace UNAIDS pro oblast MENA „zahrnuje 20 zemí/území: Alžírsko, Bahrajn, Džibutsko, Egypt, Írán, Irák, Jordánsko, Kuvajt, Libanon, Libye, Maroko, Omán, Katar, Saúdská Arábie, Somálsko, Súdán, Syrská arabská republika, Tunisko, Spojené arabské emiráty a Jemen.“[12]
- K lednu 2021 se na webových stránkách Dětského fondu Organizace spojených národů jako MENA označuje následujících 20 zemí: „Alžírsko, Bahrajn, Džibutsko, Egypt, Írán (Islámská republika), Irák, Jordánsko, Kuvajt, Libanon, Libye, Maroko, Omán, Katar, Saúdská Arábie, Stát Palestina, Súdán, Syrská arabská republika, Tunisko, Spojené arabské emiráty, Jemen“.

Region MENA podle definice MMF (2003), který zahrnuje Afghánistán, Mauritánii, Pákistán, Palestinu, Súdán a Somálsko, ale nezahrnuje Izrael a Maltu.

- Ekonomové Hamid Reza Davoodi a George T. Abed, kteří pracovali pro Mezinárodní měnový fond (MMF), v roce 2003 uvedli: „Region MENA zahrnuje arabské státy na Blízkém východě a v severní Africe – Alžírsko, Bahrajn, Džibutsko, Egypt, Irák, Jordánsko, Katar, Kuvajt, Libanon, Libyi, Mauretánii, Maroko, Omán, Saúdskou Arábii, Somálsko, Súdán, Syrskou arabskou republiku, Tunisko, Spojené arabské emiráty a Jemen – plus Islámský stát Afghánistán, Íránskou islámskou republiku, Pákistán, Západní břeh Jordánu a Gazu.“ Autoři zdůrazňují, že těchto „24 zemí MENA (…) je seskupeno pouze pro analytické účely“. Přestože údajně „sdílejí společné problémy a kulturní vazby odlišné od sousedních ekonomik“, jako je Izrael a Turecko, islám je dominantním náboženstvím a arabština hlavním jazykem, existují v regionu MENA „značné náboženské menšiny“ a „významné jazykové rozdíly“, přičemž v Afghánistánu, Íránu a Pákistánu není arabština většinovým jazykem.[13]

| Země nebo území | WB MENA 2003 | FAO MENA 2015 | UNAIDS MENA 2019 | UNICEF MENA 2021 | UNHCR MENA 2010 | MMF MENA 2003 | UNSD WA+NA |
| --- | ------------ | ------------- | ---------------- | ---------------- | --------------- | ------------- | ---------- |
| Afghánistán | Ne           | Ne            | Ne               | Ne               | Ne              | Ano           | Ne         |
| Alžírsko | Ano          | Ano           | Ano              | Ano              | Ano             | Ano           | Ano        |
| Arménie | Ne           | Ne            | Ne               | Ne               | Ne              | Ne            | Ano        |
| Ázerbájdžán | Ne           | Ne            | Ne               | Ne               | Ne              | Ne            | Ano        |
| Bahrajn | Ano          | Ano           | Ano              | Ano              | Ano             | Ano           | Ano        |
| Džibutsko | Ano          | Ano           | Ano              | Ano              | Ne              | Ano           | Ne         |
| Egypt | Ano          | Ano           | Ano              | Ano              | Ano             | Ano           | Ano        |
| Gruzie | Ne           | Ne            | Ne               | Ne               | Ne              | Ne            | Ano        |
| Írán | Ano          | Ano           | Ano              | Ano              | Ne              | Ano           | Ne         |
| Irák | Ano          | Ne            | Ano              | Ano              | Ano             | Ano           | Ano        |
| Izrael | Ano          | Ano           | Ne               | Ne               | Ne              | Ne            | Ano        |
| Jemen | Ano          | Ano           | Ano              | Ano              | Ano             | Ano           | Ano        |
| Jordánsko | Ano          | Ano           | Ano              | Ano              | Ano             | Ano           | Ano        |
| Katar | Ano          | Ano           | Ano              | Ano              | Ano             | Ano           | Ano        |
| Kuvajt | Ano          | Ano           | Ano              | Ano              | Ano             | Ano           | Ano        |
| Kypr | Ne           | Ne            | Ne               | Ne               | Ne              | Ne            | Ano        |
| Libanon | Ano          | Ano           | Ano              | Ano              | Ano             | Ano           | Ano        |
| Libye | Ano          | Ano           | Ano              | Ano              | Ano             | Ano           | Ano        |
| Malta | Ano          | Ne            | Ne               | Ne               | Ano             | Ne            | Ne         |
| Mauritánie | Ne           | Ne            | Ne               | Ne               | Ano             | Ano           | Ne         |
| Maroko | Ano          | Ano           | Ano              | Ano              | Ano             | Ano           | Ano        |
| Omán | Ano          | Ano           | Ano              | Ano              | Ano             | Ano           | Ano        |
| Pákistán | Ne           | Ne            | Ne               | Ne               | Ne              | Ano           | Ne         |
| Palestina* | Ano          | Ano           | Ne               | Ano              | Ano             | Ano           | Ano        |
| Saúdská Arábie | Ano          | Ano           | Ano              | Ano              | Ano             | Ano           | Ano        |
| Somálsko | Ne           | Ne            | Ano              | Ne               | Ne              | Ano           | Ne         |
| Spojené arabské emiráty                                                                                             | Ano          | Ano           | Ano              | Ano              | Ano             | Ano           | Ano        |
| Súdán | Ne           | Ne            | Ano              | Ano              | Ne              | Ano           | Ano        |
| Sýrie | Ano          | Ano           | Ano              | Ano              | Ano             | Ano           | Ano        |
| Tunisko | Ano          | Ano           | Ano              | Ano              | Ano             | Ano           | Ano        |
| Turecko | Ne           | Ne            | Ne               | Ne               | Ne              | Ne            | Ano        |
| Západní Sahara | Nejasné      | Nejasné       | Nejasné          | Nejasné          | Nejasné         | Nejasné       | Ano        |
| *Také nazývána jako Stát Palestina, (Okupovaná) palestinská území, Palestinská samospráva nebo Západní břeh a Gaza. |              |               |                  |                  |                 |               |            |